# Trioza arizonae
Trioza arizonae är en insektsart som beskrevs av Aulmann 1913. Trioza arizonae ingår i släktet Trioza och familjen spetsbladloppor. Inga underarter finns listade i Catalogue of Life.